# Когутта (Джорджія)
Когутта (англ. Cohutta) — місто (англ. town) в США, в окрузі Вітфілд штату Джорджія. Населення — 764 особи (2020).

## Географія
Когутта розташована за координатами 34°57′23″ пн. ш. 84°57′37″ зх. д. / 34.95639° пн. ш. 84.96028° зх. д. (34.956527, -84.960188).  За даними Бюро перепису населення США в 2010 році місто мало площу 12,24 км², з яких 12,23 км² — суходіл та 0,01 км² — водойми.

## Демографія
Згідно з переписом 2010 року, у місті мешкала 661 особа в 253 домогосподарствах у складі 188 родин. Густота населення становила 54 особи/км².  Було 287 помешкань (23/км²).
Расовий склад населення:
| - 95,8 % — білих - 2,3 % — чорних або афроамериканців - 0,6 % — азіатів - 0,3 % — корінних американців |

До двох чи більше рас належало 0,5 %. Частка іспаномовних становила 2,0 % від усіх жителів.
За віковим діапазоном населення розподілялося таким чином: 23,0 % — особи молодші 18 років, 63,7 % — особи у віці 18—64 років, 13,3 % — особи у віці 65 років та старші. Медіана віку мешканця становила 41,3 року. На 100 осіб жіночої статі у місті припадало 89,4 чоловіків;  на 100 жінок у віці від 18 років та старших — 91,4 чоловіків також старших 18 років.
Середній дохід на одне домашнє господарство  становив 51 070 доларів США (медіана — 33 000), а середній дохід на одну сім'ю — 64 507 доларів (медіана — 47 159). Медіана доходів становила 42 500 доларів для чоловіків та 31 750 доларів для жінок. За межею бідності перебувало 10,9 % осіб, у тому числі 2,4 % дітей у віці до 18 років та 24,7 % осіб у віці 65 років та старших.
Цивільне працевлаштоване населення становило 273 особи. Основні галузі зайнятості: освіта, охорона здоров'я та соціальна допомога — 22,3 %, виробництво — 17,6 %, мистецтво, розваги та відпочинок — 12,8 %, публічна адміністрація — 11,7 %.